# Witalij Portnikow
Witalij Portnikow (ukr. Віталій Портников, ur. 14 maja 1967 w Kijowie) – ukraiński publicysta i dziennikarz.
W 1990 ukończył studia na Wydziale Dziennikarstwa Uniwersytetu Moskiewskiego. Również od tego roku współpracuje z Radiem Swoboda w Moskwie. Od 1994 rozpoczął współpracę z ukraińskim tygodnikiem „Dzerkało Tyżnia”, od 12 maja 2010 jest głównym redaktorem telewizji TVi.
Jest laureatem nagrody Związku Dziennikarzy Ukrainy „Złote Pióro” (1989), Nagrody im. hetmana Orlika (1998), nagrodzony tytułem Dziennikarza Roku.